# Anschläge im Mai 2018 auf Java

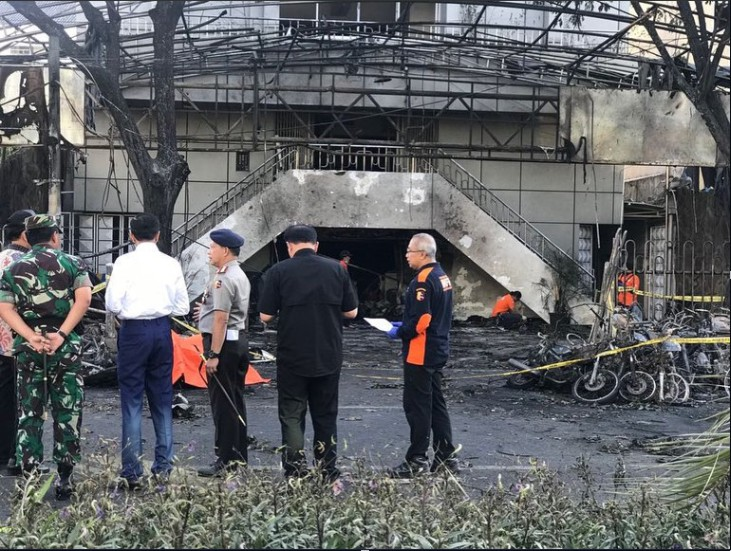
Indonesiens Präsident Joko Widodo (dritter von links) besucht einen der Tatorte

Bei den Anschlägen am 13. Mai 2018 in Surabaya auf Java in Indonesien wurden nahezu zeitgleich in drei Kirchen der christlichen Minderheit Bomben gezündet. Dabei wurden 13 Menschen getötet und 41 verletzt. Am Folgetag kam es zu einem Anschlag auf die Polizeizentrale in Surabaya, der ebenfalls von einer islamistischen Familie ausgeführt wurde. Dabei starben die vier Täter, nur die 8-jährige Tochter überlebte schwer verletzt. 10 Menschen, darunter mehrere Polizisten wurden verletzt.

## Anschläge auf drei Kirchen (13.Mai)
Die Bomben wurden kurz vor Beginn des Sonntagsgottesdienstes in der katholischen Kirche Santa Maria, der freievangelischen Diponegoro-Kirche und einer Kirche der Pfingstbewegung gezündet. Ausgeführt wurden die Anschläge von einer Familie von Syrien-Rückkehrern bestehend aus den Eltern, zwei Mädchen im Alter von neun und zwölf Jahren sowie zwei Söhnen im Alter von sechzehn und achtzehn Jahren.
Der Mann, identifiziert als Dita Priyanto, fuhr seine Frau und Töchter zur Diponegoro-Kirche und setzte sie dort ab. Dann fuhr er zur Kirche der Pfingstbewegung und zündete die Autobombe auf dem Parkplatz vor der Kirche.
Die Mutter, identifiziert als Puji Kuswati, und ihre beiden Töchter waren mit einem schwarzen Niqab verschleiert und trugen unter ihren langen Kleidern Bombenwesten. Sie führte ihre beiden Töchter an den Armen auf die freievangelische Diponegoro-Kirche zu, ignorierte die Weisung von Wachleuten, stehen zu bleiben, und mischte sich mit den Kindern unter die Kirchenbesucher. Plötzlich umarmte sie einen der Umstehenden, dann zündete sie die Bomben. Nach Einschätzung von Ermittlern werden Frauen und Kinder von Terrorgruppen gerne für Selbstmordattentate benutzt, weil sie weniger Misstrauen erregen als Männer.
Die beiden Söhne näherten sich der Kirche Santa Maria mit einem Motorrad, wobei sie die Bomben in ihren Rucksäcken auf dem Rücken trugen. Vor der Kirche zündeten sie die Bomben.
Neben den Terroristen und ihren Familienangehörigen starben sieben weitere Menschen. 41 Menschen, darunter zwei Polizisten, wurden zum Teil schwer verletzt.
Zwei weitere Anschläge auf weitere Kirchen konnten verhindert werden.

## Explosion einer Bombenwerkstatt in Wohnanlage (13.Mai)
14 Stunden später ereignete sich eine Explosion in einer Wohnanlage im nahegelegenen Sidoarjo. Die Polizei fand einen Mann und eine Frau sowie den ältesten Sohn tot vor. Zwei kleine Kinder, die sich außerhalb des Appartements aufgehalten hatten, überlebten die Explosion verletzt. Nach Einschätzung von Ermittlern handelte es sich um eine Familie, die ähnliche Anschläge plante und denen beim Bau der Bomben diese aus Versehen explodierten.

## Anschlag auf Polizeizentrale (14.Mai)
Am 14. Mai 2018 beging eine 5-köpfige islamistische Familie einen Anschlag auf die Polizeizentrale in Surabaya. Sie fuhren auf zwei Motorrädern auf die Sicherheitssperre zu, wo sie angehalten wurden. Dann zündeten sie die Bomben. Dabei starben vier Terroristen, ein 8-jähriges Mädchen der Familie überlebte schwer verletzt. Zehn Menschen, darunter mehrere Polizisten, wurden verletzt.

## Hintergrund
Der Islamische Staat reklamierte die Anschläge für sich. Nach Information des indonesischen Geheimdienstes sind die Anschläge der IS-nahen Gruppe Jemaah Ansharut Daulah zuzurechnen. Ideologischer Kopf der Organisation ist der seit mehreren Jahren in Haft sitzende islamistische Prediger Aman Abdurrahman. Dieser soll dem Islamischen Staat die Treue geschworen haben, übersetzt extremistische Schriften des IS und soll auch für die Terrormiliz rekrutiert haben. Die Gruppe ist für mehrere Terroranschläge verantwortlich. Kurz vor den Anschlägen organisierte sie einen Gefängnisaufstand, bei dem ein Häftling und fünf Mitglieder einer Anti-Terror-Elitetruppe getötet wurden. Am 13. Mai 2018 hatte die Polizei wegen des Gefängnisaufstands Razzien durchgeführt und dabei mehrere Anführer der Jemaah Ansharut Daulah gefangen genommen bzw. bei einer Schießerei getötet. Nach Einschätzung des indonesischen Geheimdienstes waren die Anschläge auf die Kirchen für die Terrororganisation nur Plan B, weil das primäre Ziel Polizisten zu töten wegen der erhöhten Sicherheitsvorkehrungen nach dem Gefängnisaufstand als zu schwierig erschien. Der Vater der Familie, welche die Anschläge auf die Kirchen ausgeführt hat, soll Anführer der Jemaah Ansharut Daulah-Ostjava gewesen sein. Alle drei Familien hatten Verbindungen zu der Terrororganisation. Die Polizei fahndet nach einer vierten Familie, die kürzlich aus Syrien zurückkehrte und ihre Anschlagspläne noch nicht ausgeführt hat.
Indonesien folgt traditionell einer moderaten Interpretation des Islam. In jüngerer Zeit ist jedoch ein starkes Anwachsen des Islamismus zu beobachten. Religiöse Minderheiten sind in Indonesien immer wieder Ziel von Attentätern geworden. Seit dem Anschlag von Bali 2002 geht die Regierung gezielt gegen Dschihadisten vor.

## Reaktionen
Präsident Joko Widodo verurteilte die Tat als barbarischen Akt jenseits der Grenzen der Menschlichkeit, der Opfer unter Mitgliedern der Gesellschaft, der Polizei und sogar unschuldigen Kindern forderte. Außenminister Retno Masudi verurteilte die Anschläge scharf und erklärte, dass Indonesien im Kampf gegen den Terrorismus nicht nachlassen werde. Die beiden größten muslimischen Organisationen in Indonesien, Nahdlatul Ulama und Muhammadiyah, verurteilten die Terroranschläge.
Papst Franziskus betete für die Opfer der Anschläge, dass die Gewalt ein Ende habe und dass sich „im Herzen aller ein Platz für Versöhnung und Brüderlichkeit finde und nicht für Hass und Gewalt“.